# Клайда Гйоша

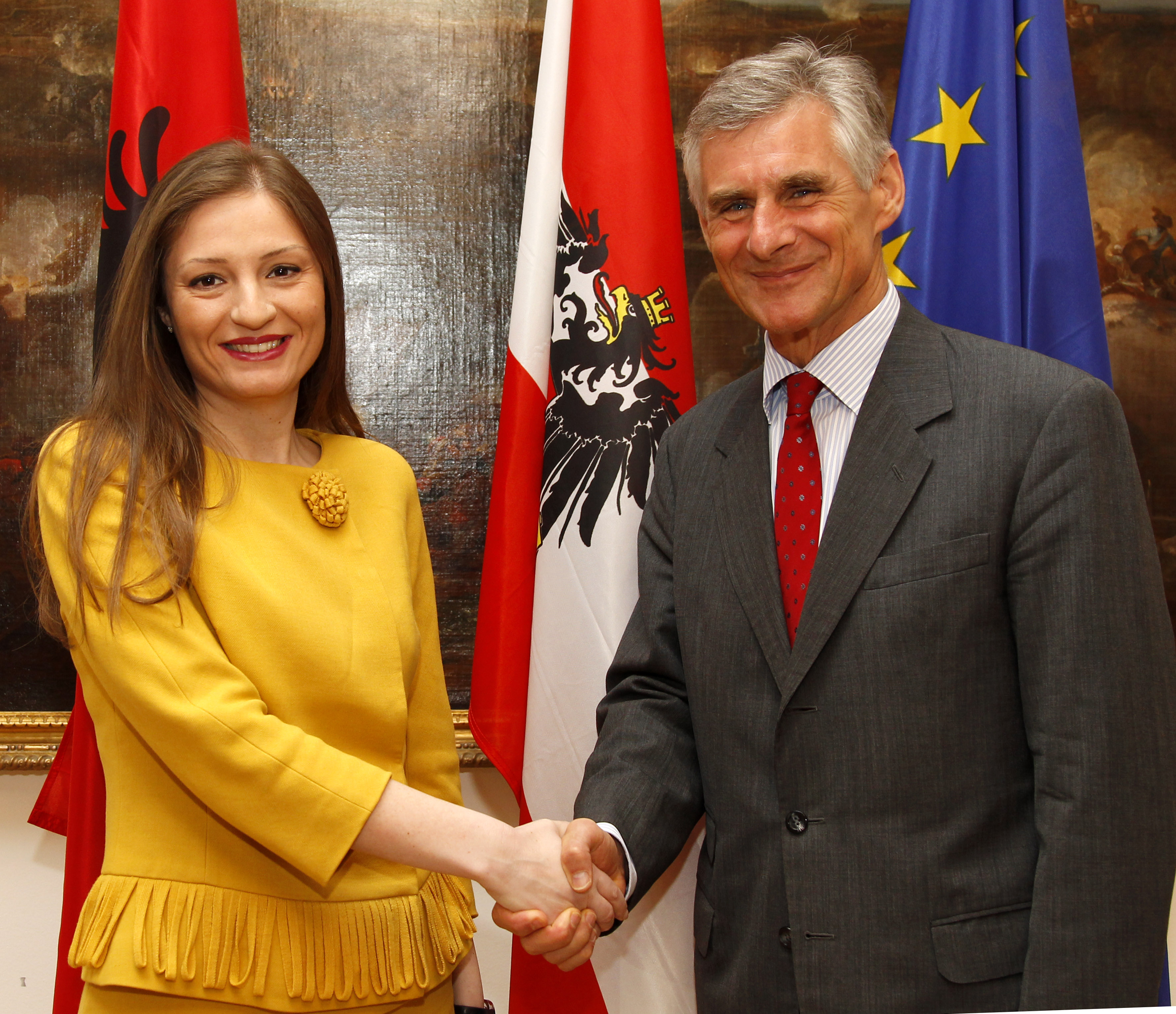
Клайда Гьоша у Відні з Майклом Лінхартом (2014)

Клайда Гьоша (нар. 28 липня 1983, Тирана) — албанська політикиня (СРІ). У кабінеті Рами I у період з 2013 по 2017 рік вона була міністеркою з питань європейської інтеграції і до 2021 року була членом парламенту Албанії.

## Життєпис

### Молодість і освіта
У віці 15 років Клайда Гйоша разом із сім'єю емігрувала з Албанії до Сполученого Королівства і тому після двох класів була змушена кинути середню школу Iімаїла Кемаліi у своєму рідному місті Тирана.
У своєму новому домі вона спочатку відвідувала коледж Строд поблизу Сомерсета на південному заході Англії, який успішно закінчила в 2002 році на поглибленому рівні. Потім вона вивчала міжнародну політику та відносини в Університеті Редінга, отримавши в 2005 році ступінь бакалавра. Наступного року вона закінчила Редінг зі ступенем магістра європейських студій.
Після подальшого стажування в адміністрації німецького депутата Європарламенту Доріс Пак у 2007 році вона на деякий час повернулася до Албанії, де протягом місяця працювала в Тирані в тодішній медіа-групі WAZ.

### Політична кар'єра
Повне повернення до Албанії відбулося лише після зустрічі в 2008 році з Іліром Метою, лідером партії Соціалістичний рух за інтеграцію (СРІ). У 2009 році СРІ увійшла до урядової коаліції з Демократичною партією (ДП), і Гьоша вперше прийшла до державного агентства в Албанії: з квітня 2010 року по вересень 2011 року вона була директоркою 13 відділу офісу зайнятості Міністерства праці. Потім перейшла в башкию (міська влада) і рік була директоркою з туризму столиці.

#### Державні установи
З 2012 по 2013 рік Клайда Гйоша була заступницею міністра праці, соціальних питань та рівних можливостей в кабінеті тодішнього прем'єр-міністра Салі Беріші (ДП).
31 липня 2013 року було оголошено, що Клайда Гйоша очолить міністерство з питань європейської інтеграції в майбутньому урядовому кабінеті прем'єр-міністра Еді Рами (СП). 15 верксня новий уряд склав присягу. Після виборів 2017 року її партія більше не брала участі в уряді.

#### Внутрішньопартійні функції
У 2008 році Клайда Гйоша стала членом Соціалістичного руху за інтеграцію (СРІ). З 18-го серпня 2012 року вона є президенткою партійного жіночого форуму «Жіночий рух за інтеграцію» (Lëvizja e Gruas për Integrim). У той же час Гйоша стала заступницею партійного лідера СРІ та членом виконавчого комітету партії.
Вона була переобрана до парламенту на виборах 2017 року, але згодом подала у відставку. На виборах 2021 року СРI зазнала явної поразки; Клайда Гйоша також не була переобрана.
Гйоша іноді відповідає за питання зовнішньої політики в партії.

### Сімейне та приватне життя
31 серпня 2013 року Клайді Гйоша вийшла заміж за економіста Адріана Гьоні. У серпні 2019 року вона народила другу дитину.
Окрім рідної албанської мови, вона також вільно володіє англійською. Вона також добре знає італійську та французьку мови.

## Веб-посилання
- Архівна копія на сайті Wayback Machine.
- Архівна копія на сайті Wayback Machine.